# 気仙沼信用金庫
気仙沼信用金庫（けせんぬましんようきんこ、英語：Kesennuma Shinkin Bank）は、宮城県気仙沼市に本店を置く信用金庫である。気仙沼市内や南隣の本吉郡南三陸町のほか、近接する岩手県南東部の陸前高田市・大船渡市にも店舗を展開する。

## 概要
1926年、有限責任気仙沼信用組合として設立。1951年に信用金庫法の施行によって気仙沼信用金庫となる。
2001年11月9日、水産業の低迷やバブル崩壊後の長期不況によって、大口融資が不良債権化し財務内容も悪化していた岩手信用組合(本店：岩手県大船渡市）がペイオフ解禁を前に自主再建を断念。経営破綻した。同年11月12日、金融整理管財人が気仙沼信金を受け皿金融機関としたことを発表し、岩手信組の融資査定が進められ、気仙沼信金が引き継ぐ正常債権との区分けが進められた。翌年7月、岩手信組の5店舗のうち本店は気仙沼信金の大船渡支店として、三陸、高田支店も営業を引き継くが、細浦、盛支店を廃止とする事業譲渡が完遂した。
2006年10月23日、一関信用金庫（本店：岩手県一関市）の三陸沿岸地区からの業務撤退に伴い、大船渡、高田支店の事業を気仙沼信金は譲り受けた。これによって一関信金大船渡支店は改称され盛支店となった（盛支店は、後に大船渡支店内にブランチインブランチとなっている）。また高田支店は気仙沼信金高田支店（前述の旧岩手信組店舗）へ統合となった。

### 東日本大震災後
2011年3月11日に発生した東北地方太平洋沖地震（東日本大震災）では気仙沼市を中心とする営業地盤が甚大な被害を受けた。気仙沼信金自体も被災し、全12店舗中7店が全壊の状況に追い込まれた（2020年2月時点でも「休止中」扱いの店舗が複数ある）。そうした中、取引先の殆どが津波被害の影響を受けた気仙沼信金は震災直後からリスク覚悟で地元企業への融資を進め、同年末までには不良債権の総額が50億円を超えるという結果となった。気仙沼信金の存続のみならず、地元の衰退を止めようと必死に取り組む様子はNHKによって長期密着取材され、ドキュメンタリー番組として2012年2月にテレビ放送された。
東日本大震災からの津波によって本店が半壊したため、旧本店敷地内に国のグループ化補助金を活用し事業費約8億円で建設した地上5階の新本店が完成。2017年3月21日から業務を開始した。新本店は1階の窓を減らしコンクリートで覆うなど防災対策を強化した。
サメなど地元の産物を首都圏へ売り込むため、東京東信用金庫など東京都内の信金・大学と協力している。

## 沿革
- 1926年（大正15年）9月 - 有限責任 気仙沼信用組合として設立。
- 1933年（昭和8年）1月 - 保証責任信用組合に組織変更。
- 1943年（昭和18年）12月 - 市街地信用組合法に基づく「気仙沼信用組合」に改組。
- 1950年（昭和25年）4月 - 中小企業等協同組合法の施行によって「気仙沼信用組合」に改組。
- 1951年（昭和26年）11月 - 信用金庫法の施行によって「気仙沼信用金庫」となる。
- 1998年（平成10年）11月 - 德陽シティ銀行より気仙沼支店の営業の全部を譲り受ける。
- 2002年（平成14年）7月 - 岩手信用組合の事業の全部を譲り受け、大船渡・三陸・高田の3支店を新設。
- 2006年（平成18年）10月 - 一関信用金庫より大船渡と高田の各支店の事業を譲り受け、盛支店（旧：一関信用金庫大船渡支店）を新設。
- 2009年（平成21年）4月 - 気仙沼信金を含む県内5信用金庫と七十七銀行・仙台銀行相互間によるATM出金手数料無料提携「みやぎネット」を開始。
- 2012年（平成24年）1月 - 整理回収機構より130億円の公的資金注入を受ける（10年返済）。

## totoの払い戻し店
スポーツ振興くじ（toto）当選券の払い戻し店は気仙沼市八日町二丁目の本店のみで取り扱う。

## ギャラリー

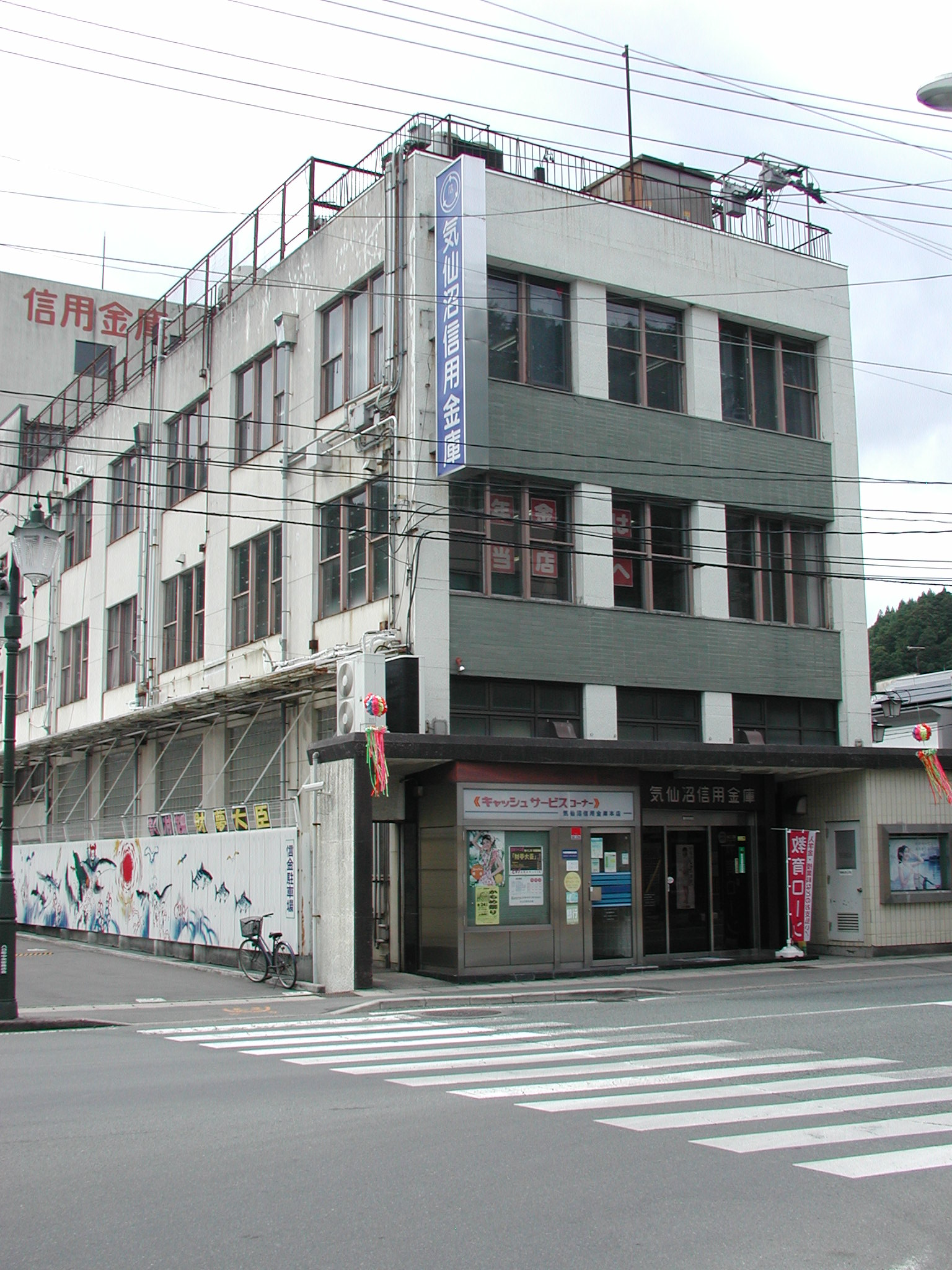
旧本店